# Moghān Deh
Moghān Deh (persiska: مغان ده) är en ort i Iran.   Den ligger i provinsen Mazandaran, i den norra delen av landet, 110 km nordost om huvudstaden Teheran. Moghān Deh ligger 11 meter över havet och antalet invånare är 629.
Terrängen runt Moghān Deh är platt åt nordost, men åt sydväst är den kuperad. Terrängen runt Moghān Deh sluttar norrut. Runt Moghān Deh är det ganska glesbefolkat, med 39 invånare per kvadratkilometer. Närmaste större samhälle är Maḩmūdābād, 16,0 km nordost om Moghān Deh. I omgivningarna runt Moghān Deh växer i huvudsak blandskog.